# 碗窑水库
碗窑水库位于中国浙江省江山市碗窑乡南部的达河溪上，又称月亮湖，距江山市区约l0km，是一座以灌溉为主，结合供水、发电、防洪等综合效益的大（二）型水库，是浙江省“八五”重点建没项目。
碗窑水库整个工程分枢纽工程和灌区工程两大部分，枢纽工程包括大坝、副坝和电站等，总投资2.72亿元，由浙江省水电勘测设计院设计，浙江省水利建设公司负责建设。
1992年经国家计委和水利部批准兴建，l993年4月l0日枢纽工程动工，l996年6月底蓄水，l997年5月副坝建成，1997年底大坝等主体工程基本建成。
碗窑水库大坝是浙江省首座碾压混凝土重力坝，最大坝高79.0m，坝顶长度390m。副坝为浆砌石重力坝，坝高l6.0m，坝顶长度l25m。总库容2.23亿立方米，正常库容2.08亿立方米。电站装机容量2×6300kW，设计年发电量3074万千瓦时。灌溉面积32.1万亩，日可供水10万立方米。
碗窑水库已被列为江山市市级饮用水源保护区。根据《江山市饮用水源地保护管理办法》：在饮用水源一级保护区内，禁止从事旅游、水上娱乐、洗涤、游泳和其他可能污染饮用水源的活动；禁止与饮用水源保护无关的船舶运行。